# Entemnotrochus adansonianus
Entemnotrochus adansonianus is een slakkensoort uit de familie van de Pleurotomariidae. De wetenschappelijke naam van de soort is voor het eerst geldig gepubliceerd in 1861 door Crosse & P. Fischer.